# 辛迪·罗德尔
辛迪·罗德尔（德語：Cindy Roleder，1989年8月21日—）是一名德国女子跨栏运动员，她进入2012年奥运会100米栏半决赛，赢得2015年世界田径锦标赛100米栏银牌。